# Kostel svaté Terezie (Lesná)
Kostel svaté Terezie (případně také Kostel svaté Terezie Veliké či kaple svaté Terezie Veliké) se nachází v centru obce Lesná. Kostel je filiálním kostelem římskokatolické farnosti Horní Břečkov. Jde o historizující stavbu. Kostel je chráněn jako kulturní památka České republiky.

## Historie
Kostel v obci byl postaven až po roce 1826, kdy vznikla nadace pro zbudování kaple v obci a také byly předneseny první návrhy pro stavbu kostela. Po získání dostatečného množství prostředků byl zakoupen dům na pozemku budoucího kostela a 17. dubna 1866 byl dům zbořen. Stavba kostela započala položením základního kamene dne 29. dubna 1866. Stavba pak byla přerušena z důvodu trvajících válek s Pruskem a znovu započala 29. dubna 1867. Kostel pak byl dokončen 15. září téhož roku, vysvěcen pak byl 2. září 1868, ve stejném roce byly zakoupeny dva kostelní zvony.
Kostel byl poškozen v roce 1876, kdy do věže udeřil blesk, kostel pak byl opraven, v roce 1898 byly pořízeny nové hodiny na věž. V průběhu první světové války byly zvony rekvírovány, občané v roce 1919 však uspořádali sbírku pro pořízení nových zvonů, byly zakoupeny tři zvony a ty pak byly dne 14. srpna 1927 vysvěceny. Nové zvony však byly rekvírovány během druhé světové války, po válce byl do kostela vrácen pouze jediný ze zabavených zvonů. 
Rekonstrukce kostela pak proběhla mezi lety 1990 a 1994, kdy tato byla financována ze sbírky občanů. V roce 1993 byl pořízen také nový hodinový strojek, původní pak byl v roce 2011 z věže ukraden.
V letech 2017 a 2018 proběhla obnova vnějšího pláště kostela. Došlo tak k obnově střechy a fasády kostela, objekt byl odvodněn. V roce 2018 byla opravena fasáda kostela, s cílem navrátit kostelu jeho původní vzhled.